# Lipovac (miasto Vranje)
Lipovac (cyr. Липовац) – wieś w Serbii, w okręgu pczyńskim, w mieście Vranje. W 2011 roku liczyła 36 mieszkańców.